# Goniopholis
|  | Dieser Artikel wurde aufgrund von formalen oder inhaltlichen Mängeln in der Qualitätssicherung Biologie im Abschnitt „Paläontologie“ zur Verbesserung eingetragen. Dies geschieht, um die Qualität der Biologie-Artikel auf ein akzeptables Niveau zu bringen. Bitte hilf mit, diesen Artikel zu verbessern! Artikel, die nicht signifikant verbessert werden, können gegebenenfalls gelöscht werden. Lies dazu auch die näheren Informationen in den Mindestanforderungen an Biologie-Artikel. Begründung: Vollprogramm |

Goniopholis ist eine ausgestorbene Gattung von Goniopholididen-Krokodilen vom späten Jura bis zur frühen Kreidezeit (Kimmeridgian bis Berriasian) in Europa.

## Systematik
Es sind vier Arten von Goniopholis bekannt: die Typusarten Goniopholis crassidens, G. simus und G. kiplingi aus dem Berriasian von England und Deutschland und G. baryglypheus aus dem Kimmeridgian von Portugal. Amphicotylus und Nannosuchus wurden früher als diese Gattung bezeichnet, werden aber heute als eigenständige Gattungen angesehen, während "Goniopholis" kirtlandicus und "Goniopholis" paulistanus in Denazinosuchus bzw. Roxochampsa umbenannt wurden. 

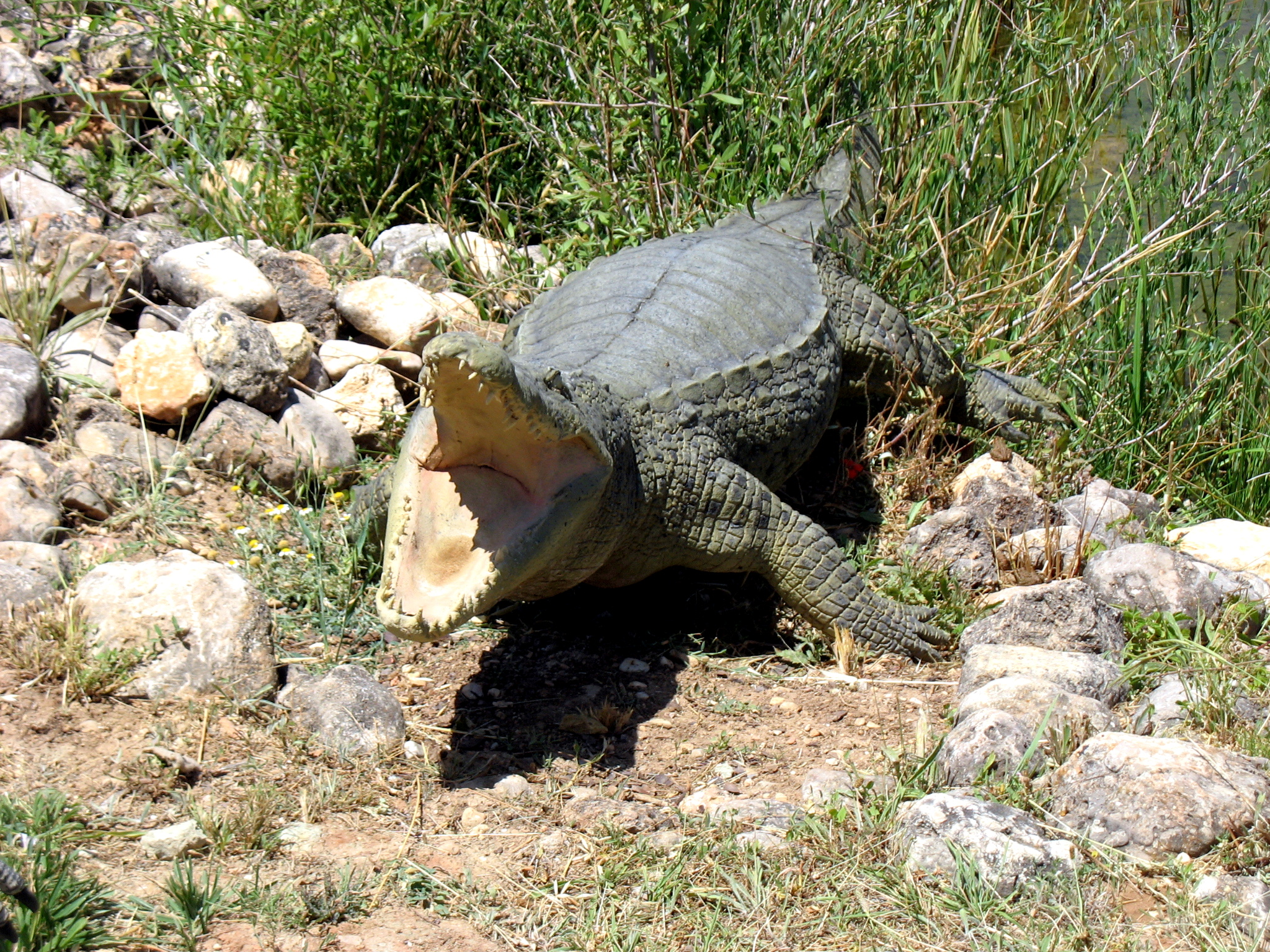
Lebendrekonstruktion in spanischem Figurenpark
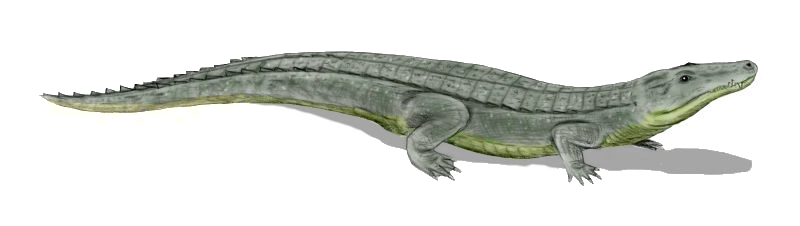
Künstlerische Darstellung
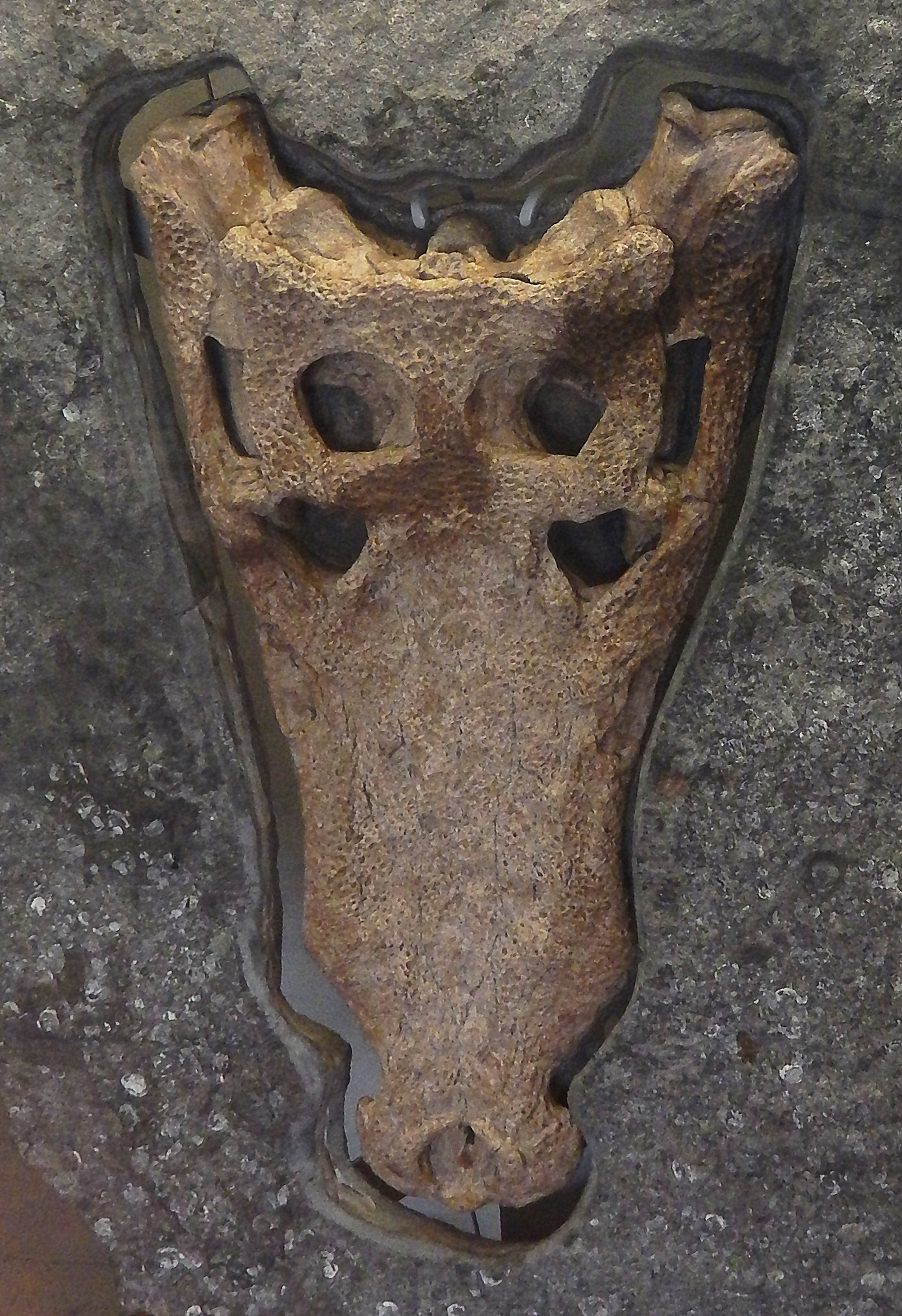
Fossiler Schädel

## Referenzen
- De Andrade, M. B.; Edmonds, R.; Benton, M. J.; Schouten, R. (2011). "A new Berriasian species of Goniopholis (Mesoeucrocodylia, Neosuchia) from England, and a review of the genus". Zoological Journal of the Linnean Society. 163: S66–S108. doi:10.1111/j.1096-3642.2011.00709.x.
- Allen, E.R., 2012. Allen ER. Analysis of North American goniopholidid crocodyliforms in a phylogenetic context. 2012. Master’s thesis, University of Iowa.
- Owen, R. 1878. Monograph on The Fossil Reptilia of the Wealden and Purbeck Formations, Supplement no. VII. Crocodilia (Goniopholis, Pterosuchus, and Suchosaurus). Palaeontological Society Monograph, p. 1-15.
- Pritchard, A. C.; Turner, A. H.; Allen, E. R.; Norell, M. A. (2013). "Osteology of a North American Goniopholidid (Eutretauranosuchus delfsi) and Palate Evolution in Neosuchia". American Museum Novitates. 3783 (3783): 1. doi:10.1206/3783.2. hdl:2246/6449.
- Salisbury, S. W.; Willis, P. M. A.; Peitz, S. & Sander, P. M. (December 1999). "The crocodilian Goniopholis simus from the Lower Cretaceous of north-western Germany". Special Papers in Palaeontology. 60: 121–148. ISBN 978-0-901702-67-8.
- Schwarz, Daniela (2002). "A new species of Goniopholis from the Upper Jurassic of Portugal". Palaeontology. 45 (1): 185–208.